# Magyarországi amerikaifutball-csapatok mérkőzései 2006-ban
A 2006-os évben 72 mérkőzést vívtak egymás és külföldi csapatok ellen a magyarországi amerikaifutball-csapatok.
Ebben az évben került először megrendezésre a Blue Bowl kupa, valamint rendeztek csapatok meghívásos bajnokságokat.

## Csapatok
A 2006-os évben 21 magyarországi amerikaifutball-csapat vett részt a mérkőzéseken:
- Budapest Black Knights (14)
- Budapest Cowboys (6)
- ARD7 Budapest Wolves (17)
- ARD7 Budapest Wolves II (7)
- ARD7 Budapest Wolves Junior (3)
- Debrecen Gladiators (12)
- Eger Heroes (10)
- Győr Sharks (8)
- Győr White Sharks (3)
- Kaposvár Golden Fox (2)
- Keszthely Thunderstorms (2)
- Lenti Wildboars (1)
- Miskolc Steelers (3)
- Nagykanizsa Demons (5)
- North Pest Vipers (3)
- Nyíregyháza Tigers (4)
- Pécs Gringos (3)
- St. Lawrence Giants (1)
- Szolnok Soldiers (9)
- Veszprém Wildfires (3)
- Zala Predators (6)

A Hungarian All-Stars a Győr Sharks és a II. Hungarian Bowl-ban szereplő csapatok legjobb játékosaiból létrehozott csapat az I. Hungarian Pro Bowl idejére.

## Hazai és nemzetközi bajnokságok
- Ausztria, Osztrák Bajnokság az AFBÖ rendezésében
- Ausztria, AFBÖ Junior Cup az AFBÖ rendezésében
- Magyarország, II. Hungarian Bowl a MAFL rendezésében április 29-étől július 1-jéig.
- Magyarország, I. Blue Bowl a MAFSZ rendezésében szeptember 2-től október 28-áig.
- Magyarország, I. Hungarian Pro Bowl a MAFL rendezésében július 15-én, amely a ARD7 Budapest Wolves és a Hungarian All-Stars között zajlott.
- Csehország, Prague Arena Tournament a CAAF rendezésében december 16-án a Jablonec nad Nisou sportcsarnokban.

## Mérkőzések
| Arena football | Scrimmage | Bajnokság |

## Közvetítések
A II. Hungarian Bowl és az I. Blue Bowl mérkőzéseit a Sport1 televízió közvetítette felvételről. A küzdelmeket 400.000 ember kísérte figyelemmel fordulóként, és még az Olaszország-Németország futball-VB negyeddöntővel párhuzamosan leadott, II. Hungarian Bowl döntőjének összefoglalójára így is 109.518 néző volt kíváncsi.
Az Osztrák Bajnokság mérkőzéseinek összefoglalóit az ORF SPORT közvetítette.

## Rekordok
Alább felsorolt rekordok kizárólag a 2006-on megrendezett barátságos, illetve bajnoki mérkőzések eredményeiből:
- Legtöbb néző: 1800 – Debrecen Gladiators – Győr Sharks (július 1.)
- Legtöbb pont: 98 – Nagykanizsa Demons – Győr Sharks (május 20.)
- Legkevesebb pont: 12 – Győr Sharks – Budapest Black Knights (május 6.)
- Legnagyobb pontkülönbség: 88 – Budapest Cowboys – Veszprém Wildfires (szeptember 30.)
- Legkisebb pontkülönbség: 1 – Szolnok Soldiers – ARD7 Budapest Wolves II (június 5.), Debrecen Gladiators – Győr Sharks (július 1.)
- Legtöbb mérkőzés egy magyarországi stadionban: 16 – Budapest BVSC-Stadion
- Legtöbb mérkőzést játszó hazai csapat: 17 – ARD7 Budapest Wolves

## Külső hivatkozások
- Magyarországi Amerikai Futballcsapatok Ligája[halott link] – a Hungarian Bowl és az I. Hungarian Pro Bowl rendezője
- Magyarországi Amerikai Futball Csapatok Szövetsége – a Blue Bowl rendezője
- Magyarországi Amerikai Futball csapatok Kupája Archiválva 2006. november 5-i dátummal a Wayback Machine-ben – a Blue Bowl hivatalos honlapja
- American Football Bund Österreich – az Osztrák Bajnokság rendezője
- Oficiální stránky české asociace amerického fotbalu – a Prague Arena Tournament rendezője
- Sport 1 TV
- ORF SPORT